# Hoji-Ya-Henda
José Mendes de Carvalho, més conegut pel nom de guerra Hoji-ya-Henda, fou un comandant de les FAPLA mort en combat. Avui és un heroi nacional angolès i patró de la joventut angolesa.

## Biografia
El Comandant Hoji-ya-Henda (José Mendes de Carvalho), va morir en combat als 27 anys. durant un assalt a la caserna de l'exèrcit colonial portuguès a Karipande, vora Moxico, el 14 d'abril de 1968. La I Assemblea de la III Regió Militar del Moviment Popular per a l'Alliberament d'Angola (MPLA), realitzat el dia 23 de març de 1969, declarà que, en la seva memòria, el 14 d'abril passaria a ser commemorat a Angola com el Dia de la Joventut Angolesa. Fou sepultat vora del riu Lundoji a 30 quilòmetres de la caserna de Karipande, del Front Est/3a Regió Político-Militar. Ja l'agost de 1968 el MPLA havia atorgat Hojy-ya-Henda el títol de "Filho querido do povo angolano e combatente heróico do MPLA". Una assemblea a Cabinda que va aplegar diverses associacions juvenils, algunes d'elles de partits polítics, afiliades al Conselho Nacional da Juventude (CNJ) va determinar que el 14 d'abril continués sent el Dia Nacional de la Joventut Angolesa. Una comuna de la província de Luanda porta el seu nom.